# Hellmut Kunstmann
Hellmut Kunstmann (* 6. Juni 1908 in Fürth; † 30. Dezember 1979 in Nürnberg) war ein deutscher Urologe in Nürnberg. Seit 1938 war er als Burgenforscher und Regionalhistoriker tätig.

## Leben

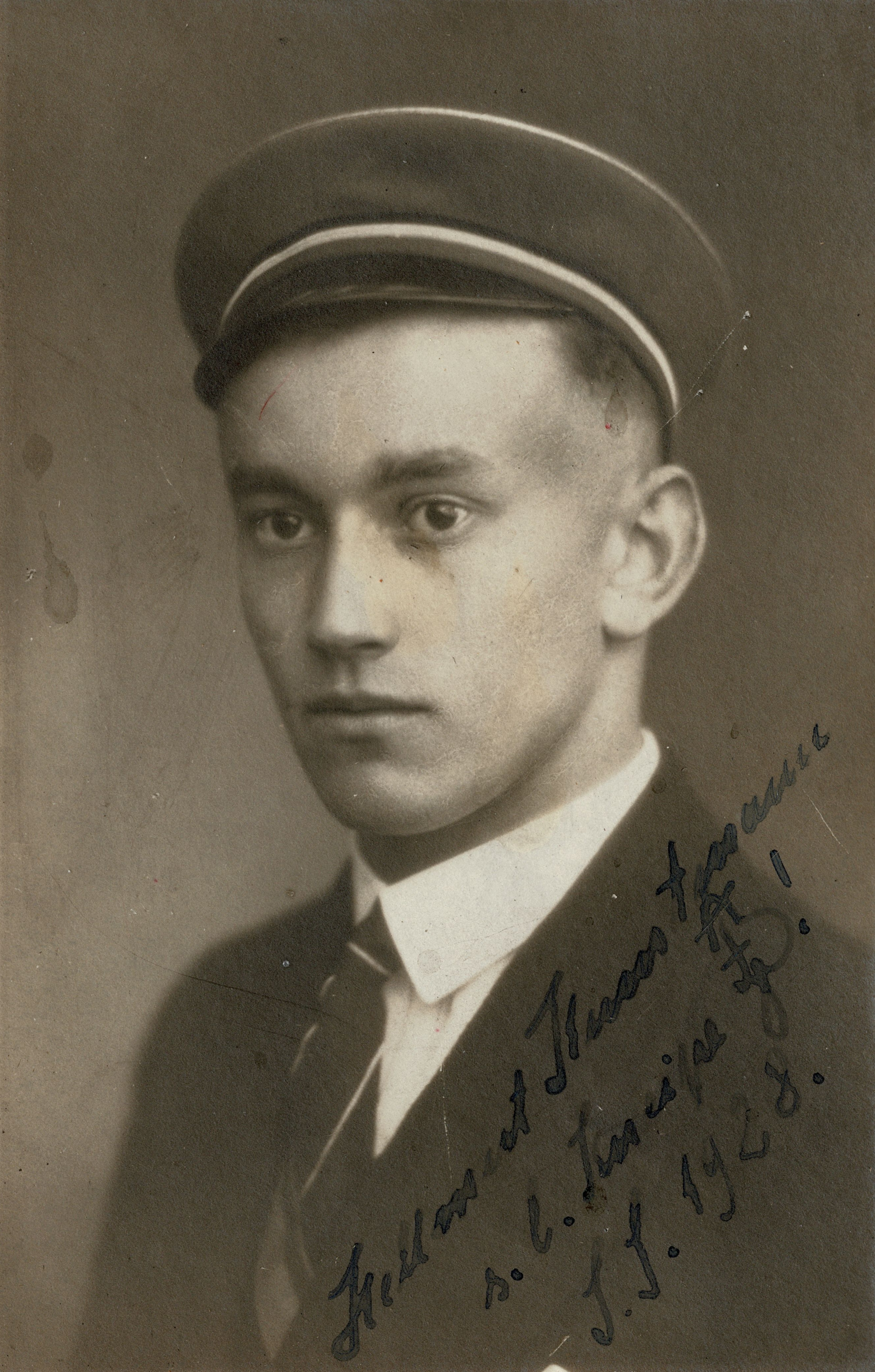
Hellmuth Kunstmann

Kunstmann studierte an der Friedrich-Alexander-Universität Erlangen und der Ludwig-Maximilians-Universität München Medizin.
1928 wurde er im Corps Baruthia recipiert. 1933 wurde er in Erlangen zum Dr. med. promoviert.
Neben seinem Beruf als Arzt war Hellmut Kunstmann als engagierter Denkmalpfleger, Regionalhistoriker und vor allem als Erforscher von Burgen tätig. Nachdem er 1938 zum ehrenamtlichen Vertrauensmann des Bayerischen Landesamtes für Denkmalpflege berufen worden war, veröffentlichte er 1941 in der ersten Ausgabe der Fürther Beiträge zur fränkischen Heimatforschung seinen ersten burgenkundlichen Aufsatz Vergessene Wehrbauten auf der Frankenalp. Die 1950 von Kunstmann gegründete und bis 1973 geleitete Vereinigung der Freunde der Altstadt Nürnberg e. V., nahm maßgeblichen Einfluss auf den Wiederaufbau der kriegszerstörten Nürnberger Altstadt. 1951 war er ein Mitbegründer des Vereins Altnürnberger Landschaft. Dem Fränkische-Schweiz-Verein, dem er seit Jugendjahren angehörte, diente er in verschiedenen Ausschüssen. Seit 1957 arbeitete Hellmut Kunstmann als Beirat des Bayerischen Landesvereins für Heimatpflege, 1964 wurde er zum Heimatpfleger des Landkreises Ebermannstadt bestellt. Schon 1953 war er als Mitglied in das Internationale Burgeninstitut (IBI) im Schloss Rosendael in den Niederlanden aufgenommen worden. Die Deutsche Burgenvereinigung berief ihn 1975 in ihren wissenschaftlichen Beirat.

## Ehrungen
- Verdienstorden der Bundesrepublik Deutschland, Bundesverdienstkreuz I. Klasse (1963)
- Medaille Bene merenti der Bayerischen Akademie der Wissenschaften (1969)
- Bayerischer Verdienstorden (1970)
- Ehrenmitglied des Historischen Vereins für Oberfranken (1972)
- Medaille für vorbildliche Heimatpflege des Bayerischen Landesvereins für Heimatpflege (1977)[3]
- Denkmalschutzmedaille des Bayerischen Staatsministeriums für Wissenschaft und Kunst (1978)

## Schriften
- Burgen in Oberfranken, Teil 1: Die Burgen der edelfreien Geschlechter im Wiesentgebiet, Kulmbach 1953.
- Burgen in Oberfranken, Teil 2: Die Burgen der edelfreien Geschlechter im Obermaingebiet, Kulmbach 1955.
- Die Burgen der östlichen Fränkischen Schweiz, Würzburg 1965.
- Schloß Guttenberg und die früheren oberfränkischen Burgen des Geschlechts, Würzburg 1966.
- Mensch und Burg, burgenkundliche Betrachtungen an ostfränkischen Wehranlagen, Würzburg 1967.
- Die Burgen der westlichen und nördlichen Fränkischen Schweiz, Teil 1: Der Südwesten: Unteres Wiesenttal und Trubachtal, Würzburg 1971.
- Die Burgen der westlichen und nördlichen Fränkischen Schweiz, Teil 2: Der Nordwesten und Norden: Leinleitertal, Aufseßtal, Oberes Wiesenttal und Randgebiete, Würzburg 1972.
- Burgen am Obermain unter besonderer Berücksichtigung der Plassenburg, Kulmbach 1975.
- Der Burgenkranz um Wernstein im Obermaingebiet, Neustadt/Aisch 1978.